# Joe Puleo
Joseph „Joe“ Robert Puleo (* 2. Juli 1942 in Detroit) ist ein ehemaliger US-amerikanischer Gewichtheber.

## Werdegang
Joe Puleo begann schon als Jugendlicher mit dem Gewichtheben. Bereits mit 19 Jahren startete er erstmals bei den USA-Meisterschaften und stellte 1962 mit 155 kg einen neuen Junioren-Weltrekord im Stoßen des Mittelgewichtes auf. Er war Angehöriger des bekannten York Barbell Clubs. Obwohl er die Olympiaausscheidung des amerikanischen Gewichtheber-Verbandes 1964 im Mittelgewicht gewann, wurde er nicht bei den Olympischen Spielen 1964 eingesetzt. 1968 gewann er die Olympiaausscheidung im Leichtschwergewicht, blieb aber bei den Olympischen Spielen in Mexiko-Stadt ohne gültigen Versuch in der ersten Disziplin. Dass er seinerzeit zur internationalen Spitzenklasse der Leichtschwergewichtler gehörte, bewies er bei den Vorolympischen Spielen 1967 in Mexiko-Stadt, als er den 2. Platz hinter Norbert Ozimek aus Polen, aber noch vor Hans Zdražila aus der CSSR belegte. So blieben seine Siege bei den Panamerikanischen Meisterschaften 1963 in São Paulo und 1967 in Winnipeg seine größten Erfolge.
Joe Puleo studierte an der Universität von Baltimore Marketing; er wohnt mit seiner Frau in Buckhead und ist als Finanzberater für eine Firma in Atlanta tätig.

## Internationale Erfolge
(Mi = Mittelgewicht, Ls = Leichtschwergewicht)
- 1963, 1. Platz, PanAm Games in São Paulo, Mi, mit 400 kg, vor Jose Figueroa, Puerto Rico, 387,5 kg und Pierre St. Jean, Kanada, 375 kg;
- 1963, 1. Platz, Nordamerik. Meisterschaft, Mi, mit 395 kg, vor St. Jean, 375 kg und Floyd De Spirito, USA, 370 kg;
- 1966, 1. Platz, Nordamerik. Meisterschaft, Ls, mit 430 kg, vor B. Whitcomb, USA, 415 kg und Gerald Moyer, USA, 395 kg;
- 1967, 1. Platz, PanAm Games in Winnipeg, Ls, mit 450 kg, vor Angel Pagan, Puerto Rico und St. Jean;
- 1967, 2. Platz, Vorol. Spiele in Mexiko-Stadt, Ls, mit 472,5 kg, hinter Norbert Ozimek, Polen, 475 kg und vor Hans Zdražila, CSSR, 470 kg

## USA-Meisterschaften
- 1960, 4. Platz, Mi, mit 362,5 kg, hinter Thomas Kono, 392,5 kg, Gary Cleveland, 387,5 kg und Jose Talluto, 367,5 kg;
- 1962, 1. Platz, Mi, mit 397,5 kg, vor De Spirito, 385 kg und Don Cousino, 360 kg;
- 1963, 2. Platz, Mi, mit 390 kg, hinter Masushi Ōuchi (Gast), Japan, 405 kg und Bill Kowaloff, 370 kg;
- 1964, 1. Platz, Mi, mit 412,5 kg, vor Kurt Jotzat, 392,5 kg und De Spirito, 385 kg;
- 1965, 2. Platz, Ls, mit 440 kg, hinter Gary Cleveland, 447,5 kg und vor Kono, 437,5 kg;
- 1966, 1. Platz, Ls, mit 425 kg, vor B. Whitcomb, 400 kg und Kowaloff, 390 kg;
- 1967, 1. Platz, Ls, mit 432,5 kg, vor Gerald Moyer, 432,5 kg und Bob Hise, 420 kg;
- 1968, 1. Platz, Ls, mit 465 kg, vor Patrick Holbrook, 440 kg und Moyer, 435 kg;
- 1970, 2. Platz, Ls, mit 480 kg, hinter Mike Karchut, 480 kg und vor Holbrook, 472,5 kg

## USA-Olympiaausscheidungen
- 1964, 1. Platz, Mi, mit 407,5 kg, vor De Spirito, 395 kg und Kowaloff, 372,5 kg;
- 1968, 1. Platz, Ls, mit 475 kg, vor Hise, 447,5 kg und Holbrook, 445 kg